# Коротков, Алексей Владимирович
Алексей Владимирович Коротков (род. 19 октября 1976 года) — российский политик, представитель от представительного органа государственной власти Калининградской области в Совете Федерации ФС РФ (2016—2021), член Комитета Совета Федерации по экономической политике.

## Биография
Алексей Коротков родился 19 октября 1976 года в городе Калининград, в семье моряка. Учился в средней школе № 7, в классе с углубленным изучением математики. В 1998 году окончил Калининградский государственный технический университет по специальности экономист.
Алексей начал свою трудовую деятельность в 1993 году, обучаясь в высшем учебном заведение, он организовал своё дело.
Занимался девелоперской деятельностью, а также активно развивал такое направление, как вендинг (производство, продажа и установка торговых аппаратов на территории Российской Федерации).
По информации калининградских СМИ, после смерти старшего брата Сергея Короткова (1971—2009) стал владельцем ранее принадлежавших ему калининградских Центра отдыха и развлечений «Вавилон», фитнес-клуба «Оранж», ресторана «Тетка Фишер», ночного клуба «Platinum». Входил в совет директоров АО «Корпорация развития туризма в Калининградской области».
В марте 2011 года избран депутатом Калининградской областной Думы пятого созыва. В областной Думе работал в двух комитетах: по бюджету, налогам и финансам; по экономической политике и развитию инфраструктуры. Повторно подтвердил полномочия в 2016 году.
До 2016 года занимал должность Генерального директора ООО «АВ-Групп».
13 октября 2016 года делегирован в Совет Федерации. Входит в Комитет СФ по экономической политике.
Женат. Воспитывает троих детей.
Хобби: занятия в тренажерном зале, игровые виды спорта, горные лыжи, рыбалка, охота.

## Награды
- Медаль Русской Православной Церкви святого благоверного князя Даниила Московского (27 ноября 2016)
- Медаль «Совет Федерации. 25 лет» (07 ноября 2018)
- Медаль «За заслуги перед Калининградской областью» (28 марта 2019)
- Медаль ордена «За заслуги перед Отечеством» II степени (20 июля 2020) — за большой вклад в развитие парламентаризма, активную законотворческую деятельность и многолетнюю добросовестную работу[7].